# サンタ・マリーア・ヌオーヴァ
サンタ・マリーア・ヌオーヴァ（伊: Santa Maria Nuova）は、イタリア共和国マルケ州アンコーナ県にある、人口約4,200人の基礎自治体（コムーネ）。

## 地理

### 位置・広がり
アンコーナ県のコムーネ。県都・州都アンコーナから南西へ22kmの距離にある。

#### 隣接コムーネ
隣接するコムーネは以下の通り。
- フィロットラーノ
- イェージ
- オージモ
- ポルヴェリージ

### 気候分類・地震分類
サンタ・マリーア・ヌオーヴァにおけるイタリアの気候分類 (it) および度日は、zona D, 1988 GGである。
また、イタリアの地震リスク階級 (it) では、zona 2 (sismicità media) に分類される。

## 行政

### 分離集落
サンタ・マリーア・ヌオーヴァには、以下の分離集落（フラツィオーネ）がある。
- Collina, Monti, Pradellona